# Pablo Ceppelini
Pablo Daniel Ceppelini Gatto (Montevideo, 11 settembre 1991) è un calciatore uruguaiano con passaporto italiano, centrocampista dell'Alianza Lima.

## Caratteristiche tecniche
Dotato di un buon bagaglio tecnico, agisce dietro le punte; possiede inoltre un buon tiro dalla media distanza, una discreta velocità ed un ottimo dribbling. Predilige il ruolo di mezzala sinistra ed è in possesso di buone capacità di impostazione del gioco.

## Carriera

### Club

#### Gli esordi in Uruguay
Cresciuto nelle giovanili del Club Atlético Bella Vista, esordisce con la squadra di Montevideo nella Primera División uruguaiana nella stagione 2008/2009, siglando la sua prima rete il 22 febbraio 2009 in Bella Vista - Tacuarembó 2-3: al termine della stagione la squadra è però retrocessa in seconda divisione.
Nel campionato 2009-2010 di Segunda División la squadra ha conquistato immediatamente la promozione (e quindi il ritorno) nella massima serie, vincendo prima il campionato di Clausura e battendo poi in finale la vincitrice del campionato di Apertura, il Miramar: dopo lo 0-0 dell'andata, il Bella Vista ha vinto per 2-1 la gara di ritorno giocata in trasferta. Ceppelini ha giocato entrambe le finali ed ha siglato cinque reti tra Apertura e Clausura.
Nel 2010-2011, nuovamente in massima serie, il giovane uruguaiano ha marcato 12 presenze, senza siglare alcuna rete. Nel mese di gennaio è stato acquistato dal Peñarol insieme al compagno di squadra Federico Rodríguez. La convocazione per il Campionato sudamericano di calcio Under-20 2011 non gli ha però dato modo di esordire con la nuova maglia.

#### Cagliari
Il 31 gennaio 2011 il Cagliari annuncia l'acquisto, a titolo definitivo, del giovane centrocampista: il costo dell'operazione è stato di 2.350.000 euro. Ha scelto la maglia numero 32, prima indossata da Alessandro Matri.
Esordisce in Serie A l'8 maggio 2011 in Cagliari-Cesena (0-2). Ha giocato anche qualche gara nella formazione primavera sarda. Nell'estate 2012 non viene convocato per il ritiro precampionato, rimanendo escluso dalla rosa, dopo aver ricevuto 3 giornate di squalifica per aver rivolto all'arbitro frasi ingiuriose nella partita valida per il campionato Primavera Cagliari-Torino. A causa di ciò il giovane talento viene messo fuori dalla rosa del Cagliari Calcio fino al 26 novembre 2012 quando ritrova il campo entrando nei minuti finali della partita interna contro il Napoli.

#### Prestiti al Lumezzane e al Maribor
Il 30 gennaio 2013 viene ceduto con la formula del prestito al Lumezzane, allenata dall'ex-giocatore nonché allenatore della primavera del Cagliari Gianluca Festa, fino al termine della stagione. Esordisce il 4 febbraio nella gara contro il Sud Tirol, persa per 4-2. Realizza la sua prima rete stagionale il 28 aprile in occasione di Lumezzane-Treviso.
Il 2 settembre 2013 si trasferisce in prestito al Maribor, militante nella massima divisione del campionato sloveno.

### Nazionale
Ceppelini è stato convocato con l'Uruguay under 20 per partecipare al Campionato sudamericano di calcio Under-20 2011: nello stesso ha disputato otto gare su nove con la formazione uruguaiana, mettendo a segno una doppietta nella sfida con il Cile under 20 nella gara vinta 4-0 del 22 gennaio. Sceso in campo nella finale della competizione contro il Brasile under 20 all'inizio del secondo tempo, ha procurato un rigore per la sua squadra, poi fallito.
Convocato per il Mondiale Under-20 in Colombia, debutta nella partita contro il Portogallo, entrando al 60' al posto di Lores Varela nella partita terminata 0-0.
In seguito gioca titolare le altre due partite prima dell'eliminazione della squadra: il 2 agosto contro la Nuova Zelanda (1-1, in cui sfiora un gol) e il 5 agosto contro il Camerun (sconfitta per 1-0).

## Statistiche

### Presenze e reti nei club
Statistiche aggiornate al 5 aprile 2015.
| Stagione           | Squadra            | Campionato         | Campionato | Campionato | Coppe nazionali | Coppe nazionali | Coppe nazionali | Coppe continentali | Coppe continentali | Coppe continentali | Altre coppe | Altre coppe | Altre coppe | Totale | Totale |
| Stagione           | Squadra            | Comp               | Pres       | Reti       | Comp            | Pres            | Reti            | Comp               | Pres               | Reti               | Comp        | Pres        | Reti        | Pres   | Reti   |
| ------------------ | ------------------ | ------------------ | ---------- | ---------- | --------------- | --------------- | --------------- | ------------------ | ------------------ | ------------------ | ----------- | ----------- | ----------- | ------ | ------ |
| 2008-2009          | Bella Vista        | PD                 | 12         | 1          |                 | -               | -               |                    | -                  | -                  |             | -           | -           | 12     | 1      |
| 2009-2010          | Bella Vista        | SD                 | 22         | 5          |                 | -               | -               |                    | -                  | -                  |             | -           | -           | 22     | 5      |
| 2010-gen. 2011     | Bella Vista        | PD                 | 12         | 0          |                 | -               | -               |                    | -                  | -                  |             | -           | -           | 12     | 0      |
| Totale Bella Vista | Totale Bella Vista | Totale Bella Vista | 46         | 6          |                 |                 |                 |                    |                    |                    |             |             |             | 46     | 6      |
| gen.-giu. 2011     | Cagliari           | A                  | 3          | 0          | CI              | -               | -               |                    | -                  | -                  |             | -           | -           | 3      | 0      |
| 2011-2012          | Cagliari           | A                  | 5          | 0          | CI              | 2               | 0               |                    | -                  | -                  |             | -           | -           | 7      | 0      |
| 2012-gen. 2013     | Cagliari           | A                  | 1          | 0          | CI              | 2               | 0               |                    | -                  | -                  |             | -           | -           | 3      | 0      |
| Totale Cagliari    | Totale Cagliari    | Totale Cagliari    | 9          | 0          |                 | 4               | 0               |                    |                    |                    |             |             |             | 13     | 0      |
| gen.-giu. 2013     | Lumezzane          | 1D                 | 11         | 2          | CI+CI-LP        | -               | -               |                    | -                  | -                  |             | -           | -           | 11     | 2      |
| 2013-2014          | Maribor            | 1.SNL              | 3          | 0          | CS              | 0               | 0               | UEL                | 0                  | 0                  |             | -           | -           | 3      | 0      |
| 2014-2015          | Universitatea Cluj | Liga I             | 22         | 2          | CR+CL           | 6+1             | 3+0             |                    | -                  | -                  |             | -           | -           | 29     | 5      |
| Totale carriera    | Totale carriera    | Totale carriera    | 91         | 10         |                 | 11              | 3               |                    | 0                  | 0                  |             |             |             | 102    | 13     |

## Palmarès
- Copa Colombia: 1

Atlético Nacional: 2024
- Campionato colombiano: 1

Atlético Nacional: Clausura 2024